# Tectella operculata
Tectella operculata är en svampart som först beskrevs av Berk. & M.A. Curtis, och fick sitt nu gällande namn av anon. Tectella operculata ingår i släktet Tectella och familjen Mycenaceae.   Inga underarter finns listade i Catalogue of Life.
I den svenska databasen Dyntaxa används istället namnet Tectella patellaris för samma taxon.  Arten är reproducerande i Sverige.